# 异骨鱼属
异骨鱼属（学名：Heterosteus）是一属已灭绝的盾皮鱼纲，其化石被发现于欧洲和格陵兰岛。

## 描述
该属包含了异骨鱼科中最大的物种，同时其也是最大的盾皮鱼之一，其模式种H.asmussi的估算体长可达6米（19英尺8英寸）。该属不同于Herasmius，其眼眶在稍长的眼柄状突起上。该属物种在欧洲和格陵兰的吉维特期地层中被发现。除了德国的H.rhenanus外，其余所有物种都是在淡水地层中发现的，而H.rhenanus的化石碎片是在海洋地层中发现的。